# Ectropis vestita
Ectropis vestita är en fjärilsart som beskrevs av Walker 1860. Ectropis vestita ingår i släktet Ectropis och familjen mätare. Inga underarter finns listade i Catalogue of Life.